# لائورا آساطریان
لائورا تورنیکی آساطریان (ارمنی: Լաուրա Թոռնիկի Ասատրյան؛ انگلیسی: Laura Asatryan؛ ۳ آوریل ۱۹۴۷) استاد و کارشناس علوم پرورشی اهل ارمنستان است.

## زندگی‌نامه
وی در ۳ آوریل ۱۹۴۷ به دنیا آمد و از دانشگاه دولتی ایروان  (۱۹۷۰) فارغ‌التحصیل گشت وی برنده جوایزی همچون مدال یادبود نخست‌وزیر ارمنستان (۲۰۰۷) شد، تقدیرنامه نخست‌وزیر ارمنستان (۲۰۰۳) و تقدیرنامه وزارت آموزش و علوم جمهوری ارمنستان شده است.

## یادداشت
1. ↑  մանկավարժական գիտությունների դոկտոր
2. ↑  ՀՀ վարչապետի շնորհակալագիր
3. ↑  ՀՀ ԿԳՆ պատվոգիր